# مدرسة تاريخ الأديان
مدرسة تاريخ الأديان (بالألمانية Religionsgeschichtliche Schule) هو لقب أو مصطلح أطلق على مجموعة من الألمان البروتستانت اللاهوتيين الملتحقين بجامعة جوتنجن 1890 .

## الأفكار
أستخدمت المدرسة منهجيات النقد العالي، فرع من النقد يبحث في أصل النصوص القديمة من أجل فهم «العالم وراء النص».وقارنت المدرسة الديانة المسيحية بالأديان الأخرى، فيما يتعلق بكونها دين بجانب الأديان الأخرى ورفض مطالباتها للحقيقة المطلقة، وإظهار أنها تشارك ميزات وصفات مع الأديان الأخرى.جادلت المدرسة بأن المسيحية لم تكن ببساطة متابعة للعهد القديم، لكنها توفيقية، وهي متجذرة ومتأثرة باليهودية الهلنستية والديانات الهلنستية مثل طوائف الغموض ومذهب الغنوسطية.

## التأثير
بدأت المدرسة مجالات جديدة في البحث في التاريخ التوراتي والتحليل المضمون.لا يزال تأثيرها ملحوظ في نظرية أسطورة يسوع، التي أعتبرت نفسها نظرية هامشية.

## الأعضاء
دائرة تشمل برنارد دوم (1873)، ألبرت إيكورن (1886؛1926-1856)، هيرمان جنكل (1888)، جوهانز ويز (1888)، ويليام بوسيت (1890)، ألفريد رالفز (1891)، إرنست ترولتش (1891)، ويليام ريدي (1891)، هينرش هاكمان (1893)، ولاحقاً رودلف أوتر (1898)، هيوجو جريسمان (1902) وويليام هيتمولر (1902).ذو صلة كارل ميربت (1888)، كارل كليفين (1892)، هيرنيش وينيل (1899)، وفي مقتبل عمره بول ورنلي (1897).رودلف بلتمان (1884-1976) ربّما يعتبر ثالث عضو مؤسس للمدرسة.